# HD 201836
HD 201836，又名BD+47 3322，SAO 50536、HR 8107，是一颗恒星，视星等为6.46，位于銀經89.36，銀緯-0.25，其B1900.0坐标为赤經21h 7m 2.6s，赤緯+47° -0.25′ 2″。